# Jean-Marc Pilorget
Jean-Marc Pilorget (Párizs, 1958. április 13. –) francia labdarúgó, edző. Leginkább a Paris Saint-Germain klubhoz fűződő hosszú pályafutásáról ismert, ahol 435 tétmérkőzésen lépett pályára, ami sokáig klubrekord volt.

## Pályafutása
Pilorget a PSG saját nevelésű játékosa volt, 1975-től 1989-ig játszott a csapatban, közben egy szezont kölcsönben töltött az AS Cannes csapatánál. 1982-ben és 1983-ban kupagyőztes lett, 1986-ban pedig francia bajnok.
1983 végén súlyos autóbalesetet szenvedett, mely után másfél év kihagyásra kényszerült, de visszatért a pályára.
1989 és 1992 között még játszott a Guingamp és a Stade Raphaëlois csapatában, ahol végül visszavonult.
2024-ben Marquinhos beállította 435 mérkőzéses PSG-rekordját. A klub hivatalosan is elismerte Pilorget érdemeit, és díszvendégként meghívták a rekorddöntés alkalmából tartott eseményre.

## Edzői karrier
Pályafutása után több kisebb francia csapat edzője lett, köztük:
- Stade Raphaëlois
- Marseille Endoume
- Fréjus
- Viry-Châtillon
- Paris FC
- AS Cannes